# Manfred Seipold
Manfred Seipold (* 7. März 1941 in Berlin; † 26. März 1989 in Los Angeles) war ein deutscher Schauspieler und Synchronsprecher.

## Leben
Seipold besuchte die Staatliche Musikhochschule in Köln und nahm zusätzlich Schauspielunterricht. Bühnenengagements erhielt er u. a. in Aachen und München, legte seinen beruflichen Schwerpunkt aber auf die Arbeit in Film und Fernsehen. Dabei spielte er in Krimiserien wie Tatort, Derrick oder Der Alte ebenso wie in den Simmel-Verfilmungen Alle Menschen werden Brüder und Bitte lasst die Blumen leben oder in internationalen Co-Produktionen, z. B. als Bösewicht in dem Mehrteiler Wettlauf nach Bombay.
Daneben war Seipold umfangreich in der Synchronisation tätig und lieh seine Stimme prominenten Kollegen wie Burt Reynolds (häufig, u. a. in Der Tiger hetzt die Meute, Eine Frau steht ihren Mann oder Mein Name ist Gator), Raúl Juliá (Die Organisation), Steve Martin (Die Muppets feiern Geburtstag), Chuck Norris, (McQuade, der Wolf), Bill Murray (Tootsie) oder Bruce Willis (Sunset). Daneben übernahm er für die Zeichentrickserie Wickie und die starken Männer die Rolle des Erzählers.
Seipold verband eine innige, über Jahrzehnte andauernde, aber eher kumpelhafte Freundschaft mit seinem gleichgesinnten Kollegen Werner Pochath (1939–1993), einem bekennenden Homosexuellen. Er starb am 26. März 1989 im Alter von 48 Jahren in Los Angeles an AIDS. Er wurde auf dem Friedhof Floriansberg in Oberaudorf im Landkreis Rosenheim beigesetzt.

## Film und Fernsehen (Auswahl)
- 1967: Kommissar Brahm (Fernsehserie, 13 Folgen)
- 1969: Der Kommissar – Das Ungeheuer (TV-Reihe)
- 1970: Unter den Dächern von St. Pauli
- 1970: Die seltsamen Methoden des Franz Josef Wanninger (TV-Reihe) – Der Burgherr
- 1971: Der Pedell
- 1971: Tatort – Kressin und der Laster nach Lüttich (TV-Reihe)
- 1971: Der Kommissar – Ein rätselhafter Mord   (Fernsehserie)
- 1971: Arsene Lupin – Das Mädchen mit den bezaubernden Augen  (Französische Fernsehreihe)
- 1972: Der Kommissar – Das Ende eines Humoristen  (Fernsehserie)
- 1972: Pater Brown – Das Hundeorakel (TV-Reihe)
- 1973: Tatort – Stuttgarter Blüten (TV-Reihe)
- 1973: Alle Menschen werden Brüder
- 1974: Der Kommissar – Drei Brüder (Folge 72)
- 1974: Der kleine Doktor – Zu viele Ärzte (TV-Reihe)
- 1974: Tatort – Eine todsichere Sache (TV-Reihe)
- 1975: Zahnschmerzen
- 1976: Bei Westwind hört man keinen Schuß
- 1976: Tatort – Zwei Flugkarten nach Rio (TV-Reihe)
- 1976: Omaruru (TV-Serie)
- 1976: Das Brot des Bäckers
- 1978: Der Alte – Nachtmusik (Fernsehserie)
- 1978: Grüß Gott, ich komm von drüben
- 1978: Die unsterblichen Methoden des Franz Josef Wanninger (Fernsehserie)
- 1978: Die seltsamen Begegnungen des Prof. Tarantoga
- 1978: Polizeiinspektion 1 – (Fernsehserie, Folge: Die Nachtigall)
- 1979: Die Magermilchbande (Fernsehserie)
- 1979: Kommissariat 9 – (Fernsehserie, Folge: Edle Sorten)
- 1980: Derrick – (Folge 71: Die Entscheidung)
- 1980: Derrick – (Folge 74: Zeuge Yurowski)
- 1981: Wettlauf nach Bombay (La Nouvelle malle des Indes)
- 1981: Tatort – Nebengeschäfte (TV-Reihe)
- 1983: Der Mann von Suez (L’homme de Suez)
- 1983: Der Alte – Kahlschlag  (Fernsehserie)
- 1985: Morenga (TV 3-Teiler)
- 1985: Die Krimistunde (Fernsehserie, Folge 17, Episode: "Eine Faust voll Geld")
- 1986: Bitte laßt die Blumen leben
- 1986: Detektivbüro Roth – (Folge 31: Alles in Gips)
- 1986: Der Alte – Das Attentat
- 1986: Kein Alibi für eine Leiche
- 1986: Derrick – (Folge 144: Der Fall Weidau)
- 1987: Die Krimistunde (Fernsehserie, Folge 28, Episode: "Die Konkurrenz")
- 1987: Süßer Honig
- 1988: Tatort – Ausgeklinkt (TV-Reihe)
- 1988: Tatort – Tödlicher Treff (TV-Reihe)
- 1988: Derrick – (Folge 160: Mordträume)
- 1990: Wüstenfieber (Mehrteiler)
- 1991: Committed (gedreht 1987/88)